# Tapera (Aquiraz)
Tapera é um distrito do município brasileiro de Aquiraz, no litoral leste da Região Metropolitana de Fortaleza, no estado do Ceará. De acordo com o Instituto Brasileiro de Geografia e Estatística(IBGE), sua população no ano de 2010 era de 8 840 habitantes, sendo 4 437 mulheres e 4 403 homens, possuindo um total de 1 991 domicílios particulares. Foi criado Pela Lei Municipal de n.º 1.1471, de 06 de julho de 1988, o distrito de Tapera e anexado ao município de Aquiraz.

## Subdivisões do distrito
- Fagundes, Poço Cumprido, Canoa, Engenho Velho, Área Verde da Tapera, Pandeló, Curralinho, Alto Alegre, Aquiraz Riviera, Praia Bela, Araçazinho do biel, Área Verde do Abidom, Cajueiro do ministro, Sítio Papoca, Pau Pombo, Vilã Pagã, Lagoa do Catú.